# 静岡県道216号堀之内青島線
静岡県道216号堀之内青島線（しずおかけんどう216ごう ほりのうちあおしません）は、静岡県藤枝市の藤枝バイパス谷稲葉ICと同市の青木交差点を結ぶ、一般県道である。

## 概要
静岡県道356号善左衛門藤枝停車場線（水上東交差点以南）と連続しており、谷稲葉I.C交差点から東海道本線の陸橋の南の交差点（善左衛門藤枝停車場線）までは片側2車線の高規格道路である。

## 接続路線
- 静岡県道32号藤枝黒俣線（谷稲葉I.C交差点）
- 国道1号藤枝バイパス（谷稲葉I.C交差点）
- 静岡県道381号島田岡部線（水上東交差点）
- 静岡県道356号善左衛門藤枝停車場線（水上東交差点）
- 静岡県道225号藤枝停車場線（青木交差点）

## 沿線の施設等
- 藤枝総合運動公園
- 志太温泉
- 藤枝市民グラウンド
- 駿河台（藤枝市中央部の丘陵にある住宅街で、病院、学校などがある）
  - 藤枝市立総合病院
  - 藤枝市立青島北小学校
  - 藤枝市立青島北中学校
- 藤枝平成記念病院

## バス路線
- しずてつジャストライン[1]
  - 志太温泉線（谷稲葉I.C交差点 - 市民グランド交差点）
  - 中部国道線（駿河台交番前交差点 - 水上東交差点）
  - 駿河台線（駿河台交番前交差点 - 水上東交差点）